# モンゴル銀行
モンゴル銀行（モンゴルぎんこう、モンゴル語: Монголбанк）は、モンゴル国の中央銀行。モンゴルの通貨、トゥグルグを発行している。公式の英語名称はBank of Mongolia（BoM）である。

## 概要
1924年7月2日にモンゴル商工業銀行が設立された。当時から公文書上ではモンゴル銀行とされていた。ソビエト連邦（ソ連）との共同設立だったため、22名の従業員のうち18名はロシア人だった。最初は外貨が国内で流通していたが、1925年2月22日からトゥグルグの発行を開始した。
1954年にソ連の出資がモンゴル人民共和国に移管され、モンゴル国立銀行と改称される。
1990年にモンゴルが民主化したことから、同年から翌1991年にかけて商業銀行部門を分離した上でモンゴル貿易開発銀行（TDB）を始めとする6行に分割、現在の組織となる。

## 支店
本店の他に17支店ある。
- アルハンガイ
- バヤン・ウルギー
- バヤンホンゴル
- ダルハン・オール
- ドルノゴビ
- ドルノド
- ドンドゴビ
- ゴビ・アルタイ
- ヘンティー
- フブスグル
- ホブド
- オルホン
- スフバータル
- ウムヌゴビ
- オブス
- ウブルハンガイ
- ザブハン

## 著名な勤務経験者
- ダンバダルジャー・バッチジャルガル - 1989年から2002年にかけて勤務。在大阪モンゴル国総領事、駐日モンゴル国臨時代理大使